# Álvaro de Sousa Rego
Álvaro Aurélio de Sousa Rego GOC (Porto, 2 de Abril de 1865 - Lisboa, 30 de Dezembro de 1945) foi um engenheiro e ferroviário português.

## Biografia

### Nascimento e formação
Nasceu no Porto, em 2 de abril de 1865, residindo seus pais na Rua do Bonjardim (freguesia de Santo Ildefonso, onde foi batizado a 22 de abril de 1865. Ingressou no curso de Matemática na Faculdade de Ciências da Universidade de Coimbra, e depois frequentou a Academia Politécnica do Porto, onde tirou as cartas de Engenheiro Civil de Obras Públicas e Minas.

### Carreira profissional
Empregou-se nos serviços de hidráulica do porto e da barra de Viana do Castelo, da Direcção Geral de Obras Públicas e Minas, instituição na qual seria, mais tarde promovido a Diretor, e na Repartição Técnica de Caminhos de Ferro. Em seguida, foi nomeado chefe de divisão de Via e Obras, na Direcção Geral de Caminhos de Ferro, tendo sido, em 1927, promovido a Director-Geral daquele departamento; esteve nesta função até 1935, quando atingiu o limite de idade.
Exerceu, igualmente, como presidente da Comissão Administrativa do Fundo Especial de Caminhos de Ferro e da Comissão Liquidatária dos Caminhos de Ferro do Estado, vice-presidente do Conselho Superior de Caminhos de Ferro, e vogal da Comissão Superior de Telégrafos e da Junta Autónoma das Estradas. Também participou, em representação do Ministério do Comércio e das Comunicações, nos Congressos Internacionais de Caminhos de Ferro de Londres, em 1925, em Madrid, em 1930, e no Cairo, em 1933.

### Falecimento e vida pessoal
Faleceu na cidade de Lisboa, em 30 de dezembro de 1945, tendo sido enterrado em Caminha. Foi pai de Álvaro de Sousa Rego e de Maria Isabel de Sousa Rego que casou com Artur Alberto Mendes de Campos Henriques.

## Homenagens
Foi agraciado a 5 de Outubro de 1934 como Grande-Oficial da Ordem Militar de Nosso Senhor Jesus Cristo, tendo as insígnias daquela condecoração sido oferecidas pelos funcionários da Direcção Geral de Caminhos de Ferro.